# Carnikava
Carnikava (lettone: Carnikavas novads) è un comune di 6.261 abitanti (dati 2009)in Vidzeme, Lettonia. Il comune è stato costituito nel 2006 quando la  parrocchia di Carnikava è stata riorganizzata; il centro amministrativo è la frazione Carnikava.